# Shelford and Newton

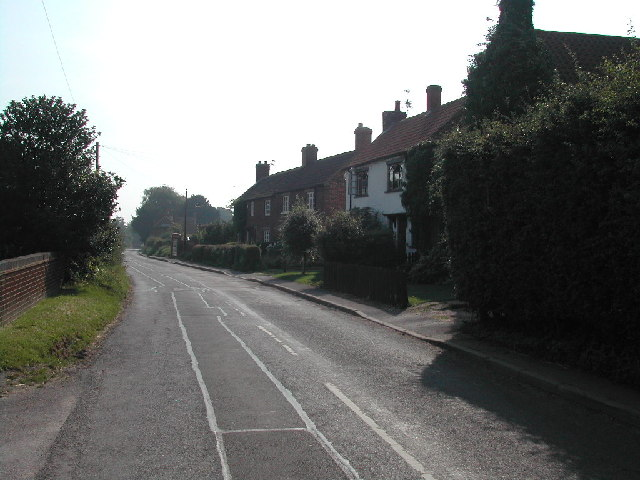
Newton

Shelford and Newton är en tidigare civil parish i Rushcliffe, Storbritannien. Den ligger i grevskapet Nottinghamshire och riksdelen England, i den sydöstra delen av landet, 170 km norr om huvudstaden London. Civil parish hade 673 invånare år 2011.
Den 1 april 2015 delades den upp på Shelford och Newton civil parishes.